# Susan Smythe Kung
Susan Smythe Kung és la gerent de l'Archive of the Indigenous Languages of Latin America al LLILAS Benson Latin American Studies and Collections de la Universitat de Texas a Austin. Kung és un lingüista especialitzat en l'arxiu de llengües en perill i la llengua tepehua de Huehuetla d'Hidalgo, Mèxic. Es va doctorar en lingüística el 2007 a la Universitat de Texas a Austin i va realitzar la seva dissertació A Descriptive Grammar of Huehuetla Tepehua que va guanyar el premi Mary R. Haas Book Award de la Societat per a l'Estudi de les Llengües Indígenes de les Amèriques. Kung és President de DELAMAN, el Digital Endangered Languages and Music Archiving Network el 2016-2018i membre fundador del Linguistics Data Interest Group (LDIG) de la Research Data Alliance.

## Publicacions selectes
- Berez-Kroeker, Andrea L., Lauren Gawne, Susan Smythe Kung, Barbara F. Kelly, Tyler Heston, Gary Holton, Peter Pulsifer, David I. Beaver, Shobhana Chelliah, Stanley Dubinsky, Richard P. Meier, Nick Thieberger, Keren Rice and Anthony C. Woodbury. 2018. Reproducible research in linguistics: A position statement on data citation and attribution in our field. Linguistics 56(1): 1-18. https://doi.org/10.1515/ling-2017-0032
- Berez-Kroeker, A. L., H.N. Andreassen, L. Gawne, G. Holton, S.S. Kung, P. Pulsifer, L.B. Collister, The Data Citation and Attribution in Linguistics Group, and the Linguistics Data Interest Group. (2017). Draft: The Austin Principles of Data Citation in Linguistics (Version 0.1). http://site.uit.no/linguisticsdatacitation/austinprinciples/ Accessed 1/17/2018
- Kung, Susan Smythe and Joel Sherzer. 2013. "The Archive of the Indigenous Languages of Latin America: An Overview." Oral Tradition, 28/2 (pp. 379-388).
- Kung, Susan Smythe. 2012. "Los compadres. Cuento en Tepehua de Huehuetla [The compadres. A story in Huehuetla Tepehua.]." In Paulette Levy and David Beck (eds.), Las lenguas totonacos y tepehuas. Textos y otros materiales para su estudio [The Totonac and Tepehua languages. Texts and other materials for their study]. Mexico City: UNAM, pp. 55-77.
- Kung, Susan Smythe. 2012. "Los dos hermanos. Cuento en Tepehua de Huehuetla [The two brothers. A story in Huehuetla Tepehua.]." In Paulette Levy and David Beck (eds.), Las lenguas totonacos y tepehuas. Textos y otros materiales para su estudio [The Totonac and Tepehua languages. Texts and other materials for their study]. Mexico City: UNAM, pp. 78-96.